# エドウィン・ビジャフエルテ
エドウィン・ビジャフエルテ（Edwin Alberto Villafuerte Posligua、1979年3月12日 - ）は、エクアドルの元サッカー選手。元エクアドル代表。ポジションはゴールキーパー。

## 経歴
2004年9月に2006 FIFAワールドカップ・南米予選でエクアドル代表デビュー。2006 FIFAワールドカップのメンバーにも選出された。2007年までに通算試合に出場、得点をあげた。

## 代表歴

### 出場大会
- エクアドル代表
  - 2006 FIFAワールドカップ

### 試合数
- 国際Aマッチ 15試合 0得点（2004年-2007年）[1]

| エクアドル代表 | 国際Aマッチ | 国際Aマッチ |
| 年             | 出場        | 得点        |
| -------------- | ----------- | ----------- |
| 2004           | 4           | 0           |
| 2005           | 9           | 0           |
| 2006           | 1           | 0           |
| 2007           | 1           | 0           |
| 通算           | 15          | 0           |